# Moguer
Moguer è un comune spagnolo di 18 381 abitanti situato nella comunità autonoma dell'Andalusia. La sua superficie è 204 km² e ha una densità di 90,4 abitanti per chilometro quadrato.
Diversi furono gli insediamenti umani, che fin dall'antichità si estendevano in tutta l'area compresa nei confini dell'attuale comune, tuttavia la donazione come signoria della città di Moguer per l'anno 1333, è stato il punto di partenza della città attuale, costruito il Convento di Santa Clara, Corpus Christi e San Francisco. Da allora Moguer vide la sua popolazione aumentare notevolmente, fino a diventare un'importante città con una forte economia basata su agricoltura, pesca e commercio attraverso il suo porto fluviale di rilievo. Era in quel momento che Moguer partecipava attivamente ai preparativi per la scoperta delle Americhe. Fra la sua gente Colombo trovò il sostegno della badessa del convento di Santa Clara, Inés Enríquez. I fratelli Niño, soprattutto, diedero un notevole contributo al viaggio di scoperta in sé e in particolare con la costruzione della caravella Niña. Appena prima del viaggio ebbe luogo il voto di Colombo nella chiesa del Convento di Santa Clara.
Successivamente, Moguer ha mantenuto la navigazione marittima e attività di scambio attraverso il porto di La Ribera, esportando i vini prodotti ai suoi confini e altri beni alle Americhe, Russia e altri paesi europei. Il vino è stato il motore della sua economia fino agli inizi del XX secolo, quando il polo chimico Huelva e, in particolare, lo sviluppo della coltivazione Fresón, ha portato a una nuova fase economica, demografica e sociale.
Il comune di Moguer è formato da centri urbani e da Moguer Mazagon, la superficie agricola mantenuta fertile dalla pioggia e le colture per irrigazione, aree forestali e di collina composti del Consiglio e della pubblica aree naturali protette.
Moguer è conosciuto per essere il luogo di nascita del premio Nobel Juan Ramón Jiménez.

## Storia
I ritrovamenti archeologici attestano che nella zona vi era una presenza umana fin dal Paleolitico superiore. In seguito si susseguirono Tartesici, Romani che la chiamavano Urium e Arabi per i quali fu Mogaur e Moguer suo nome ufficiale attuale. Durante il periodo arabo fu una dipendenza agricola di Niebla. Dopo l'occupazione militare della zona da parte di Alfonso X di Castiglia dal 1261 al 1266 diventò un villaggio di Niebla. Fu conquistata definitivamente dall'Ordine di Santiago che ne rimase in possesso fino al 1333 quando fu staccata da Niebla e, per concessione di Alfonso XI divenne signoria di Alfonso Jofre Tenorio (1292-1340), ammiraglio maggiore di Castiglia. Durante questa signoria godette di una certa prosperità e al preesistente castello almohade si aggiunsero diversi edifici importanti come il convento francescano di Corpus Christi (1337) e il monastero delle clarisse di Santa Chiara (1338). Per effetto di matrimoni la signoria passò alla famiglia dei Portocarrero e agli Alba nei secoli dal XIV al XIX.
Durante il Medio Evo visse d'agricoltura (cereali, vino e frutta) e di allevamento di bovini, caprini e ovini, di pesca e di sale. Grazie allo sviluppo del commercio con l'Africa e il Nordeuropa si trasformò progressivamente in una città marinara e nacquero diversi cantieri per le costruzioni navali. La caravella di Colombo Niña fu infatti costruita qui. La città partecipò concretamente alla spedizione di Colombo che portò alla scoperta dell'America anche con molti uomini della sua marineria. Secondo la tradizione, Cristoforo Colombo la notte precedente la partenza per l'America venne a pregare nel Monastero di Santa Chiara di cui era badessa Inés Enríquez, una zia di Ferdinando il Cattolico alla quale Colombo si era più volte rivolto per ottenere suo tramite l'appoggio del re.
Dopo la scoperta dell'America e la conquista di nuove terre da parte degli Spagnoli si svilupparono i commerci col Nuovo Mondo e per Moguer ciò apportò sviluppo e prosperità nel XVI e nella prima parte del XVII secolo. La fine del XVII e il XVIII secolo furono invece caratterizzati dalla decadenza della città causata dalla fine della fase di espansione della Spagna, dalla guerra di successione, dalla centralizzazione a Cadice del commercio internazionale, dalla emigrazione degli uomini più esperti e avventurosi, armatori e marinai, verso i paesi del Nuovo Mondo. Per la partecipazione militare in suo favore la città venne insignita dal re Carlo III del titolo di "Ciudad muy noble y muy leal". 
Occorse aspettare la metà del secolo XX per avere un risveglio dell'economia, a ciò contribuì la creazione negli anni '60 del polo industriale della provincia di Huelva che comportò il passaggio di manodopera dall'agricoltura all'industria e, di conseguenza la necessità di un'agricoltura più razionale e moderna, limitando la coltivazione dei cereali e della vite e favorendo quella irrigua delle primizie di frutta e, in particolare, delle fragole esportate in tutta Europa. Si riuscì così anche a superare la crisi vinicola causata dalla diffusione all'inizio del secolo della fillossera, insetto emittero che arreca gravissimi danni alle viti distruggendone le radici e le foglie.

## Monumenti
Convento de Santa Clara del 1337-38 in magnifiche forme gotico-mudéjar, oggi sede del Museo di Arte Sacra, Iglesia Parroquial de Nuestra Señora de la Granada costruita nel 1777-1783 col campanile simile alla Giralda di Siviglia, Capilla de l'Hospital del Corpus Christi già facente parte dell'omonimo convento del 1337, Convento de San Francisco del 1482, da qui partirono nei secoli dal XVI al XVIII i frati missionari per l'evangelizzazione delle popolazioni americane, Castello resti di una fortezza che si sta ricostruendo per renderla agibile e fruibile. Inoltre le moderne costruzioni del Teatro Felipe Godínez, dell'Archivio historico y Biblioteca iberoamericana, l'Ayuntamiento del XVIII secolo opera dell'architetto italiano Tommaso Bottani, la Casa natale di Juan Ramón Jiménez Premio Nobel per la letteratura nel 1956, la Casa Museo Zenobia y Juan Ramón abitata dal poeta, la tomba dello stesso poeta con i resti mortali portati qui da Porto Rico, il Monumento a lui dedicato e quello ai marinai della famiglia Niño che parteciparono all'impresa colombiana, innalzato nel 1992 in occasione delle celebrazioni del cinquecentenario della scoperta dell'America.

## Feste
Romería de Montemayor, Feste patronali intorno all'8 settembre, Settimana Santa con processioni e feste in allegria la domenica di Pasqua, Cruces de Mayo in maggio ogni quartiere innalza delle croci attorno alle quali si danza e si canta, Corpus Christi in cui la città è tutta addobbata, il 16 marzo, il 3 agosto e il 12 ottobre in occasione delle ricorrenze rispettivamente del ritorno di Colombo, della partenza e della scoperta dell'America si svolgono manifestazioni culturali e popolari. Il 5 gennaio, come in tutti i comuni spagnoli, si svolge la Cabalgata de los Reyes Magos  con l'arrivo dei Re Magi e del loro seguito.

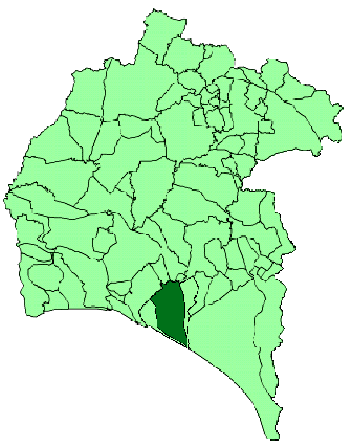
Mappa del comune nella provincia